# Salve per gli stati indiani

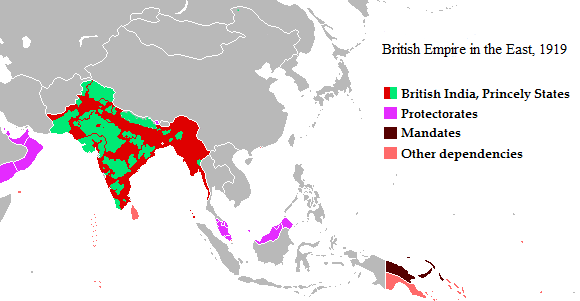
L'Impero britannico dell'est nel 1919, ove gli stati principeschi indiani sono colorati in verde, mentre il rosso vi è l'India britannica.

Le Salve per gli stati indiani era una tradizione dell'India sotto il governo britannico, ove il British Raj garantiva un certo numero di spari a salve ai diversi sovrani locali a seconda della loro importanza, privilegio protocollare derivato dalle imbarcazioni della Royal Navy. Gli stati che ne avevano diritto erano definiti in inglese salute states, mentre quelli che non ne avevano diritto erano chiamati non-salute states.

## Spari a salve ed equivalenti

### Visione d'insieme
Quando un monarca di uno stato principesco giungeva nella capitale indiana (originariamente Calcutta, poi Delhi), gli erano garantiti un certo numero di spari a salve in segno di stima e rispetto. Il numero di questi spari consecutivi era diverso da monarca a monarca in base al servizio prestato o all'onore ricevuto dagli inglesi. Il numero di spari a salve concesso ad uno Stato rifletteva dunque le relazioni tra questo Stato e l'Impero britannico e quindi anche la quantità di potere politico che esso aveva lasciato nelle mani dei britannici; 21 spari a salve era considerato il massimo. Il re (o la regina) del Regno Unito (che sino al 1948 si fregerà del titolo di imperatore/imperatrice d'India) aveva per sé 101 colpi a salve, mentre 31 colpi erano riservati al Viceré d'India.
Il numero di spari che ogni stato poteva vantare assunse una particolare importanza al tempo dell'incoronazione al Delhi Durbar del dicembre del 1911 dove, per commemorare l'ascesa al trono di re Giorgio V i cannoni spararono tutto il giorno. A quell'epoca vi erano due soli stati a cui erano stati garantiti 21 colpi di cannone: il maharaja (Gaekwad) di Baroda ed il maharaja di Mysore. Altri stati che presenziarono coi loro monarchi alla cerimonia ottennero 19 spari, tra cui i maharaja di Jammu e Kashmir, di Gwalior, di Indore e di Udaipur.
Mel 1917, il maharaja di Gwalior venne elevato a 21 colpi e lo stesso venne fatto nel 1921 per il maharaja di Jammu e Kashmir, in virtù del meritorio servizio dei loro soldati nella prima guerra mondiale al fianco dell'Inghilterra.

### Salve nell'Impero indiano (ai reali, agli amministratori ed agli ufficiali)
Da una copia dei regolamenti del 1913 apprendiamo la presenza di colpi a salve anche per usi cerimoniali e con personalità sovranazionali.

#### Per ufficiali ed amministratori britannici
- 101 spari (Salve imperiale) – Il re-imperatore
- 31 spari – Membri della famiglia reale; il viceré e governatore generale dell'India
- 19 spari – Ambasciatori, governatori generali, comandanti in capo col grado di feldmarescialo, ammiragli di flotta, feldmarescialli e marescialli dell'aviazione
- 17 spari – Governatori delle presidenze di Bombay, di Madras e del Bengala; governatori delle Province Indiane e governatori delle colonie britanniche; il Presidente del Consiglio d'India, inviati straordinari e ministri plenipotenziari, comandanti in capo col grado di generale, ammiragli, generali d'aviazione
- 15 spari – Luogotenenti governatori delle province indiane; Luogotenenti governatori delle colonie; membri del consiglio; plenipotenziari ed inviati; ministri residenti; comandanti d'esercito del rango di Tenente Generale, Viceammiragli, Luogotenenti marescialli dell'aviazione
- 13 spari - Capi commissari delle province indiane e commissari; agenti del Viceré; Residenti; Consoli Generali; Comandanti di divisione; Contrammiragli; Maggiori Generali dell'aviazione
- 11 spari – Agenti politici e Charges d'Affaires; Comandanti di brigata; Commodori, Generali di Brigata d'aviazione

#### Salve per amministratori francesi e portoghesi in India
- 17 spari – Governatore dell'India francese; Governatore dell'India portoghese
- 11 spari – Governatore di Daman; Governatore di Diu

### Salve per gli stati indiani al 1947
| Numero seriale | Numero di spari a salve | Numero di spari locale o personale | Titolo del Rais                  | Nome dello Stato          | Famiglia del Rais                            | Attuale stato                          |
| -------------- | ----------------------- | ---------------------------------- | -------------------------------- | ------------------------- | -------------------------------------------- | -------------------------------------- |
| 1.             | 21                      | –                                  | Il Nizam di                      | Hyderabad e Berar         | Siddiqui                                     | Andhra Pradesh, Karnataka, Maharashtra |
| 2.             | 21                      | –                                  | Il Maharaja di                   | Mysore                    | Wodiyar                                      | Karnataka                              |
| 3.             | 21                      | –                                  | Il Maharaja di                   | Jammu e Kashmir           | Dogra                                        | Jammu e Kashmir                        |
| 4.             | 21                      | –                                  | Il Maharaja Gaekwar di           | Baroda                    | Maratha, Gaekwad                             | Gujarat                                |
| 5.             | 21                      | –                                  | Il Maharaja Scindia di           | Gwalior                   | Maratha, Scindia                             | Madhya Pradesh                         |
| 6.             | 19                      | 21 (locale)                        | Il Nawab di Bhopal               | Mirasi Khel Afghan        | Madhya Pradesh                               |                                        |
| 7.             | 19                      | 21 (locale)                        | Il Maharaja Holkar di            | Indore                    | Maratha, Holkar                              | Madhya Pradesh                         |
| 8.             | 19                      | 21 (locale)                        | Il Maharana di                   | Udaipur (Mewar)           | Rajput Sisodia                               | Rajasthan                              |
| 9.             | 19                      | –                                  | Il Maharaja di                   | Kolhapur                  | Maratha, Bhonsle                             | Maharashtra                            |
| 10.            | 19                      | 21 (locale)                        | Il Maharaja di                   | Travancore                | Samanta Kshatriya                            | Kerala                                 |
| 11.            | 17                      | 19 (personae)                      | Il Maharao di                    | Kotah                     | Rajput, Chauhan, Hada                        | Rajasthan                              |
| 12.            | 17                      | 19 (locale)                        | Il Maharaja di                   | Bharatpur                 | Jat                                          | Rajasthan                              |
| 13.            | 17                      | 19 (locale)                        | Il Maharaja di                   | Bikaner                   | Rajput, Rathore                              | Rajasthan                              |
| 14.            | 17                      | 19 (locale)                        | Il Mirza Maharao di              | Cutch                     | Rajput, Jadeja                               | Gujarat                                |
| 15.            | 17                      | 19 (locale)                        | Il Maharaja di                   | Pudukkottai               | Tondiman                                     | Tamil Nadu                             |
| 15.            | 17                      | 19 (locale)                        | Il Maharaja di                   | Jaipur                    | Rajput, Kachwaha                             | Rajasthan                              |
| 16.            | 17                      | 19 (locale)                        | Il Maharaja di                   | Jodhpur                   | Rajput, Rathore                              | Rajasthan                              |
| 17.            | 17                      | 19 (locale)                        | Il Maharaja di                   | Patiala                   | Sikh Jat,                                    | Punjab                                 |
| 18.            | 17                      | –                                  | Il Maha Rao Raja di              | Bundi                     | Rajput, Chauhan, Hada                        | Rajasthan                              |
| 19.            | 17                      | –                                  | Il Maharaja di                   | Kochi                     | Kshatriya                                    | Kerala                                 |
| 20.            | 17                      | –                                  | Il Maharaja di                   | Karauli                   | Rajput Jadon                                 | Rajasthan                              |
| 21.            | 17                      | –                                  | Il Maharaja di                   | Rewa                      | Rajput, Baghela                              | Madhya Pradesh                         |
| 22.            | 17                      | –                                  | Il Nawab di                      | Tonk                      | Pathan                                       | Rajasthan                              |
| 23.            | 15                      | 17 (personale)                     | Il Maharaj Rana di               | Dholpur                   | Jat                                          | Rajasthan                              |
| 24.            | 15                      | 17 (locale)                        | Il Maharaja di                   | Alwar                     | Rajput, Kachwaha                             | Rajasthan                              |
| 25.            | 15                      | –                                  | Il Maharawal di                  | Banswara                  | Rajput, Sisodia                              | Rajasthan                              |
| 26.            | 15                      | –                                  | Il Maharaja di                   | Datia                     | Rajput, Bundela                              | Madhya Pradesh                         |
| 27.            | 15                      | –                                  | Il Raja di                       | Dewas linea primogenita   | Maratha, Pavar                               | Madhya Pradesh                         |
| 28.            | 15                      | –                                  | Il Raja di                       | Dewas linea secondogenita | Maratha, Puar                                | Madhya Pradesh                         |
| 29.            | 15                      | –                                  | Il Maharaja di                   | Dhar                      | Maratha, Puar                                | Madhya Pradesh                         |
| 30.            | 15                      | –                                  | Il Maharawal di                  | Dungarpur                 | Rajput Sisodia                               | Rajasthan                              |
| 31             | 15                      | –                                  | Il Maharaja di                   | Idar                      | Rajput Rathore                               | Gujarat                                |
| 32             | 15                      | –                                  | Il Maharaja di                   | Jaisalmer                 | Rajput, Bhati                                | Rajasthan                              |
| 33             | 15                      | –                                  | Il Maharaja di                   | Kishangarh                | Rajput, Rathore                              | Rajasthan                              |
| 34             | 15                      | –                                  | Il Maharaja di                   | Orchha                    | Rajput, Bundela                              | Madhya Pradesh                         |
| 35             | 15                      | –                                  | Il Maharaja di                   | Pratapgarh                | Rajput, Sisodia                              | Rajasthan                              |
| 36             | 15                      | –                                  | Il Nawab di                      | Rampur                    | Pathan                                       | Uttar Pradesh                          |
| 37.            | 15                      | –                                  | Il Raja del                      | Sikkim                    | Tipihar                                      | Sikkim                                 |
| 38             | 15                      | –                                  | Il Maharaol di                   | Sirohi                    | Rajput, Chauhan, Devda                       | Rajasthan                              |
| 39             | 13                      | –                                  | Il Maharaja Raol Sahib di        | Bhavnagar                 | Rajput, Gohil                                | Gujarat                                |
| 40             | 13                      | 15 (personale e locale)            | Il Maharaja di                   | Jind                      | Sikh Jat                                     | Punjab                                 |
| 41             | 13                      | 15 (personale e locale)            | Il Nawab di                      | Junagadh                  | Babi                                         | Gujarat                                |
| 42             | 13                      | 15 (personale e locale)            | Il Maharaja di                   | Kapurthala                | Sikh                                         | Punjab                                 |
| 43             | 13                      | 15 (locale)                        | Il Maharaja di                   | Benares                   | Brahmin Goutam                               | Uttar Pradesh                          |
| 44             | 13                      | 15 (locale)                        | Il Maharaja Raol di              | Bhavnagar                 | Rajput, Gohil                                | Gujarat                                |
| 45             | 13                      | 15 (locale)                        | Il Raja di                       | Nabha                     | Sikh Jat,                                    | Punjab                                 |
| 46             | 13                      | 15 (locale)                        | Il Maharaja Jam Sahib di         | Nawanagar                 | Rajput, Jadeja                               | Gujarat                                |
| 47             | 13                      | 15 (locale)                        | Il Maharaja di                   | Ratlam                    | Rajput, Rathore                              | Madhya Pradesh                         |
| 48             | 13                      | –                                  | Il Maharaja di                   | Cooch Behar               | Rajput, Rajvanshi                            | Bengala occidentale                    |
| 48             | 13                      | –                                  | Il Maharaja di                   | Vizianagaram              | Rajput, Pusapati                             | Andhra Pradesh                         |
| 49             | 13                      | –                                  | Il Maharana Maharaja Shri Raj di | Dhrangadhra               | Rajput, Jhala                                | Gujarat                                |
| 50             | 13                      | –                                  | Il Nawab di                      | Jaora                     | Pathan                                       | Madhya Pradesh                         |
| 51             | 13                      | –                                  | Il Maharaj Rana di               | Jhalawar                  | Rajput, Jhala                                | Rajasthan                              |
| 52             | 13                      | –                                  | Il Deewan di                     | Palanpur                  | Afghan                                       | Gujarat                                |
| 53             | 13                      | –                                  | Il Maharaja Rana Sahib di        | Porbandar                 | Rajput, Jethwa                               | Gujarat                                |
| 54             | 13                      | –                                  | Il Maharaja di                   | Rajpipla                  | Rajput, Gohil                                | Gujarat                                |
| 55             | 13                      | –                                  | Il Raja di                       | Tipra                     | Rajput                                       | Tripura                                |
| 56             | 11                      | 13 (locale)                        | Il Nawab di                      | Janjira                   | Siddi                                        | Maharashtra                            |
| 57             | 11                      | –                                  | Il Sawai Maharaja di             | Ajaigarh                  | Rajput, Bundela                              | Madhya Pradesh                         |
| 58             | 11                      | –                                  | Il Maharana di                   | Ali Rajpur                | Rajput, Sisodia                              | Madhya Pradesh                         |
| 59             | 11                      | –                                  | Il Nawab di                      | Baoni                     | Pathan                                       | Madhya Pradesh                         |
| 60             | 11                      | –                                  | Il Maharaja di                   | Barwani                   | Rajput, Sisodia                              | Madhya Pradesh                         |
| 61             | 11                      | –                                  | Il Sawai Maharaja di             | Bijawar                   | Rajput, Bundela                              | Madhya Pradesh                         |
| 62             | 11                      | –                                  | Il Nawab di                      | Cambay (Khambhat)         | Pathan                                       | Gujarat                                |
| 63             | 11                      | –                                  | Il Raja di                       | Chamba                    | Rajput                                       | Himachal Pradesh                       |
| 64             | 11                      | –                                  | Il Maharaja di                   | Charakhari                | Rajput, Bundela                              | Madhya Pradesh                         |
| 65             | 11                      | –                                  | Il Maharaja di                   | Chhatarpur                | Rajput, Parmar                               | Madhya Pradesh                         |
| 66             | 11                      | –                                  | Il Raja di                       | Faridkot                  | Sikh Jat                                     | Punjab                                 |
| 67             | 11                      | –                                  | Il Thakur di                     | Gondal                    | Rajput, Jadeja                               | Gujarat                                |
| 68             | 11                      | –                                  | Il Raja di                       | Bilaspur                  | Rajput                                       | Himachal Pradesh                       |
| 69             | 11                      | –                                  | Il Raja di                       | Jhabua                    | Rajput Rathore                               | Madhya Pradesh                         |
| 70             | 11                      | –                                  | Il Nawab di                      | Maler Kotla               | Afghan                                       | Punjab                                 |
| 71             | 11                      | –                                  | Il Raja di                       | Mandi                     | Rajput Chandravanshi                         | Punjab                                 |
| 72             | 11                      | –                                  | Il Maharaja di                   | Manipur                   | Rajput                                       | Manipur                                |
| 73             | 11                      | –                                  | Il Thakur di                     | Morvi                     | Rajput Jadeja                                | Gujarat                                |
| 74             | 11                      | –                                  | Il Raja di                       | Narsinghgarh              | Rajput Umat                                  | Madhya Pradesh                         |
| 75             | 11                      | –                                  | Il Maharaja di                   | Panna                     | Rajput Bundela                               | Madhya Pradesh                         |
| 77             | 11                      | –                                  | Il Nawab di                      | Radhanpur                 | Irani                                        | Gujarat                                |
| 78             | 11                      | –                                  | Il Nawab di                      | Rajgarh                   | Musulmano                                    | Madhya Pradesh                         |
| 79             | 11                      | –                                  | Il Raja di                       | Sailana                   | Rajput Rathore                               | Madhya Pradesh                         |
| 80             | 11                      | –                                  | Il Raja di                       | Samthar                   | Gurjar                                       | Madhya Pradesh                         |
| 81             | 11                      | –                                  | Il Maharaja di                   | Sirmaur (Nahan)           | Rajput, Bhati                                | Himachal Pradesh                       |
| 82             | 11                      | –                                  | Il Raja di                       | Sitamau                   | Rajput Rathore                               | Madhya Pradesh                         |
| 83             | 11                      | –                                  | Il Raja di                       | Suket (SunderNagar)       | Rajput Chandravanshi                         | Himachal Pradesh                       |
| 84             | 11                      | –                                  | Il Maharaja di                   | Tehri Garhwal             | Rajput, Parmar                               | Uttarakhand                            |
| 85             | 11                      | –                                  | Il Maharaja Raj Sahib di         | Wankaner                  | Rajput, Jhala                                | Gujarat                                |
| 86             | 11                      | -                                  | Il Maharaja di                   | Kangra-Lambagraon         | Rajput                                       | Himachal Pradesh                       |
| 87             | 9                       | 11 (personale)                     | Il Maharaol di                   | Baria                     | Rajput, Chauhan                              | Gujarat                                |
| 88             | 9                       | 11 (personale)                     | Il Raja di                       | Dharampur                 | Rajput, Sisodia                              | Gujarat                                |
| 89             | 9                       | 11 (personale)                     | Il Raja di                       | Sangli                    | Maratha, amministratori bramini (Patwardhan) | Maharashtra                            |
| 90             | 9                       | 11 (locale)                        | Il Sar Desai di                  | Sawantwadi                | Maratha, Bhonsle                             | Maharashtra                            |
| 91             | 9                       | –                                  | Il Thakore Sahib di              | Wadhwan                   | Rajput Jhala                                 | Gujarat                                |
| 92             | 9                       | –                                  | Il Nawab Babi di                 | Balasinor                 | Irani (Musulmani)                            | Gujarat                                |
| 93             | 9                       | –                                  | Il Nawab di                      | Banganapalle              | Shia (Musulmani)                             | Andhra Pradesh                         |
| 94             | 9                       | –                                  | Il Maharawal di                  | Bansda                    | Rajput Solanki                               | Gujarat                                |
| 95             | 9                       | –                                  | Il Raja di                       | Baraundha                 | Rajput Bargujar                              | Madhya Pradesh                         |
| 96             | 9                       | –                                  | Il Raja di                       | Bhor                      | Brahmin                                      | Maharashtra                            |
| 97             | 9                       | –                                  | Il Raja di                       | Chota Udaipur             | Rajput, Chauhan                              | Gujarat                                |
| 98             | 9                       | –                                  | Il Maharana di                   | Danta                     | Rajput, Paramara                             | Gujarat                                |
| 99             | 9                       | –                                  | Il Thakore Sahib di              | Dhrol                     | Rajput, Jadeja                               | Gujarat                                |
| 100            | 9                       | –                                  | Il Maharaja di                   | Jawhar                    | Maratha, (Mukne)                             | Maharashtra                            |
| 101            | 9                       | –                                  | Il Maharaja di                   | Kalahandi (Karod)         | Rajput, (Gangavanshi)                        | Odisha                                 |
| 102            | 9                       | –                                  | Il Rao di                        | Khilchipur                | Rajput, Chauhan, (Khinchi)                   | Madhya Pradesh                         |
| 103            | 9                       | –                                  | Il Thakore Sahib di              | Limbdi                    | Rajput, Jhala                                | Gujarat                                |
| 104            | 9                       | –                                  | Il Nawab di                      | Loharu                    | (Muslim)                                     | Haryana                                |
| 105            | 9                       | –                                  | Il Maharana di                   | Lunawara                  | Rajput, Solanki                              | Gujarat                                |
| 106            | 9                       | –                                  | Il Raja di                       | Maihar                    | Rajput, Kachwaha                             | Madhya Pradesh                         |
| 107            | 9                       | –                                  | Il Maharaja di                   | Mayurbhanj                | Rajput, (Bhanj)                              | Odisha                                 |
| 108            | 9                       | –                                  | Il Raja di                       | Mudhol                    | Maratha, Ghorpade                            | Karnataka                              |
| 109            | 9                       | –                                  | Il Raja di                       | Nagod                     | Rajput, Parihar                              | Madhya Pradesh                         |
| 110            | 9                       | –                                  | Il Thakore Sahib di              | Palitana                  | Rajput, Gohil                                | Gujarat                                |
| 111            | 9                       | –                                  | Il Maharaja di                   | Patna                     | Rajput, Chauhan                              | Odisha                                 |
| 112            | 9                       | –                                  | Il Thakore Sahib di              | Rajkot                    | Rajput, Jadeja                               | Gujarat                                |
| 113            | 9                       | –                                  | Il Raja di                       | Ramgadi                   | Kanyakubja Brahmin                           | Uttar Pradesh                          |
| 114            | 9                       | –                                  | Il Nawab di                      | Sachin                    | Siddi                                        | Gujarat                                |
| 115            | 9                       | –                                  | Il Maharana di                   | Sant                      | Rajput, Parmara                              | Gujarat                                |
| 116            | 9                       | –                                  | Il Rajadhiraj di                 | Shahpura                  | Rajput, Sisodia                              | Rajasthan                              |
| 117            | 9                       | –                                  | Il Maharaja di                   | Sonepur                   | Rajput                                       | Odisha                                 |
| 118            | 9                       | –                                  | Il Thakor Saheb di               | Muli                      | Rajput                                       | Gujarat                                |
| 119            | –                       | 9 (personale)                      | Il Raja di                       | Bashahr                   | Rajput                                       | Himachal Pradesh                       |

Nel 1948 l'indù Rajput Maharana di Udaipur venne elevato al primo rango nell'ordine di precedenza rimpiazzando il musulmano Nizam di Hyderabad e Berar per la sua opposizioen ad accettare l'Unione Indiana. Il sistema delle salve d'onore continuò in India sino al 1971.
Anche se nelle monarchie occidentali si è sovente utilizzato il saluto a salve con più cannoni (nelle occasioni solenni o ufficiali), i 21 colpi di salve sono divenuti nei tempi moderni il saluto ufficiale di monarchi e presidenti delle repubbliche nel mondo.

### Salve per gli stati che entrarono a far parte del Pakistan nel 1947
Dodici stati musulmani dell'India occidentale passarono dal 15 agosto 1947 sotto il dominion (repubblica dal 1956) del Pakistan ottenendo così l'indipendenza dall'India britannica.
Col tempo, essi vennero amalgamati in federazioni più larghe e province che culminarono nella fondazione di due grandi province, il Pakistan occidentale e quello orientale. Gran parte degli stati che si trovavano nella parte occidentale aderirono alla provincia del Pakistan occidentale (attuale, Pakistan vero e proprio), mentre gli altri entrarono nel Pakistan orientale (l'attuale Bangladesh) il 14 ottobre 1955.
L'ordine di precedenza per gli stati che entrarono a far parte del Pakistan nel 1947 era il seguente:
| Numero di serie | Numero di salve | Numero di salve personali | Titolo del Rais              | Nome dello Stato | Famiglia del Rais    | Attuale stato |
| --------------- | --------------- | ------------------------- | ---------------------------- | ---------------- | -------------------- | ------------- |
| 1.              | 19              | –                         | Il Khan di                   | Kalat            | Musulmani            | Balochistan   |
| 2.              | 17              | –                         | Il Nawab (poi Rana o Rao) di | Bahawalpur       | Musulmani Daud Potra | Panjab        |
| 3.              | 15              | –                         | Il Mir di                    | Khairpur         | Muslim Billochi      | Sindh         |
| 4.              | 11              | –                         | Il Mehtar di                 | Chitral          | Muslim Katur         | NWFP          |

Dopo diverse promozioni post-coloniali, le salve al 1966 erano le seguenti in Pakistan:
- 21 salve: l'Emiro di Bahawalpur
- 19 salve: Il Khan di Kalat
- 17 salve: Il Mir di Khairpur
- 15 salve: Il Mir di Hunza (concesso dal presidente Ayub Khan nel 1966, precedentemente inesistente)
- 15 salve: Il Wali di Swat (concesso dal presidente Ayub Khan nel 1966, precedentemente inesistente)
- 11 salve: Il Mehtar di Chitral

### Salve per le dinastie del subcontinente indiano senza stati
Il saluto personale di 11 colpi a salve era garantito unicamente all'Aga Khan (de facto il capo religioso della linea di Nizari Ismaili dell'Islam), unico saluto a non essere legato espressamente ad un territorio bensì ad una carica.
Successivamente altri saluti specifici vennero destinati ad alcune personalità politiche di rilievo come ad esempio:
- 21 salve per Khudadad, ad esempio Tippu il quale usurpò il regno di Mysore (21 colpi), rimpiazzando il Padshah-i-Hind di Delhi
- 19 salve (solo personale e locale) per il Nawab di Murshidabad, erede del più grande Bengala (tra cui gli attuali stati del Bangladesh, Bihar, Odisha e del Bengala occidentale)
- 15 salve (sino al 1899) per il Nawab di Arcot
- 13 salve per il Raja di Vizianagram[3]
- 9 salve per il Nawab di Banganapalle
- 4 salve per il Manyam Zamindar di Yanam (India francese)

## Altri saluti locali
- 31 colpi – riservati solitamente a sovrani di monarchie orientali in visita in India pur non sotto il controllo britannico:
  - l'Emiro dell'Afghanistan (dinastia Durranni)
  - il Re del Siam (attuale Thailandia)
- 21 colpi:
  - al Sultano di Mascate
  - al re (Maharajadhiraja) del Nepal
  - al sultano/hami di Zanzibar
  - ai re nativi della Costa delle Zanzare (attuale Nicaragua)
- 19 colpi: al Dalai lama del Tibet, semi-sovrano teocratico della nazione buddista sino all'annessione di questa alla Repubblica Popolare Cinese
- 15 colpi: al Druk Desi (sino al 1963 Druk Gyalpo) e (sino al 1951) Maharaja del Bhutan
- 9 colpi: al Kabaka (re tribale) di Buganda (nell'Uganda occidentale)
- 3 colpi: tutti i sovrani della penisola araba:
  - Emirato di Ajman
  - Emirato di Dubai
  - Emirato di Ras al-Khaima
  - Emirato di Sharja
  - Emirato di Umm al-Qaywayn